# Andréa Moraes
Andréa Leopoldina Aparecida de Moraes, conhecida no meio esportivo como Andréa de Moraes (São Paulo, 28 de julho de 1969), é uma ex-voleibolista Brasileira que atuou em clubes nacionais e internacionais e serviu a Seleção Brasileira Feminina de Voleibol e veterana atua no voleibol italiano.

## Carreira
Habilidosa jogadora canhota, brilhou em solo brasileiro e há anos se transferiu para o voleibol italiano no qual disputou várias temporadas a Liga Italiana de Voleibol A2. Mãe do Carlos Antonio e Paulo Adone, atualmente reside em Taranto, é irmã da ex-jogadora de volleyball Ângela Moraes.Em 2012 aos 43 anos, defende as cores do Assi-Manzoni Voleibol Brindisi, executando a função de oposta, mas com uma boa pontuação.

## Clubes
| Clube                           | País   | De   | Até              |
| AA Rio Forte                    | Brasil | 1993 | 1994             |
| Trasmontano JC Amaral           | Brasil | 1995 | 1996             |
| Sollo Tietê                     | Brasil | 1996 | 1997             |
| Dayvit                          | Brasil | 1997 | 1998             |
| BCN Osasco                      | Brasil | 1998 | 1999             |
| Famila Imola                    | Itália | 1999 | 2000             |
| Icot Forlì                      | Itália | 2000 | 2001             |
| Eldor Cantù                     | Itália | 2001 | 2002             |
| Bigmat Chieri                   | Itália | 2002 | 2003             |
| Lines Tra.De.Co. Altamura       | Itália | 2003 | 2005             |
| Pema Corplast Corridonia        | Itália | 2005 | 2006             |
| Pallavolo Reggio Emilia         | Itália | 2007 | 29 de março 2007 |
| Geatecno Gioia del Colle-la     | Itália | 2005 | 2011             |
| Assi-Manzoni Pallavolo Brindisi | Itália | 2012 | 2013             |

## Títulos e Resultados
Campeonato Paulista de Voleibol Feminino
- 1996- Vice-campeã atuando pelo JC Amaral Recra

Seleção Brasileira Feminina de Voleibol
- 1988-2°Lugar no Sul-americano (Cuzco-Peru) Juvenil

Grand Prix de Voleibol Adulto
- 1993-4º Lugar(Hong Kong)
- 1995-1° Lugar(BCV-CUP MONTREUX -SVIZZERA)

## Premiação Individual
- 2001/2002-Maior Pontuadora da Liga Italiana A2[1]